# 安加特
安加特是奥地利蒂罗尔州库夫施泰因县的一个市镇。总面积3.5平方公里，总人口960人，人口密度274.3人/平方公里（2013年）。